# 全合成
全合成（英語：Total synthesis）是有机合成的一类，指用市场上能買到的前驅物原料通过完整的化学合成得到复杂的分子，合成後的產物通常為天然产物。它通常指不涉及生物輔助的過程，這與半合成不同。合成有時可能會在具有進一步已知的目標分子合成途徑的前體處結束，在這種情況下，它被稱為正式合成。 全合成目標分子可以是天然產物、藥用重要活性成分、已知中間體或理論感興趣的分子。 全合成目標也可以是有機金屬的或無機的，儘管很少遇到。 全合成項目通常需要多種反應和試劑，因此需要廣泛的化學知識和培訓才能成功。
通常，目的是為已經存在已知途徑的目標分子發現新的合成途徑。 然而，有時並不存在路線，化學家希望首次找到可行的路線。 全合成對於發現新的化學反應和新的化學試劑以及建立重要藥用化合物的合成路線尤其重要。

## 范围和定义
术语“全合成”是比较少见的，但仍准确的应用于天然的多肽和多核苷酸的合成。 例如，肽激素催产素和血管加压素被分离，并于它们的全合成于1954年被首次报道。
“全合成”一词由伍德沃德提出。全合成背后的哲学基础是还原论。

## 历史

维生素B_{12}全合成: 逆合成分析。 Analysis of the Woodward–Eschenmoser total synthesis that was reported in two variants by these groups in 1972. The work involved more than 100 PhD trainees and postdoctoral fellows from 19 different nations. The retrosynthesis presents the disassembly of the target vitamin in a manner that makes chemical sense for its eventual forward construction. The target, Vitamin B_{12} (I), is envisioned being prepared by the simple addition of its tail, which had earlier been shown to be feasible. The needed precursor, cobyric acid (II), then becomes the target and constitutes the "corrin core" of the vitamin, and its preparation was envisaged to be possible via two pieces, a "western" part copses of the A and D rings (III) and an "eastern" part composed of the B and C rings (IV). The restrosynthetic analysis then envisions the starting materials required to make these two complex parts, the yet complex molecules V–VIII.

弗里德里希·维勒（Friedrich Wöhler）在1828年发现可以从无机原料中生产有机物质尿素。这是化学上重要的概念里程碑，因为它是仅被认为是生命过程副产物的物质合成的第一个实例。 维勒通过用氯化铵处理氰酸银来获得尿素，这是一种简单的一步合成方法：
AgNCO + NH4Cl → (NH2)2CO + AgCl
美国化学家罗伯特·伯恩斯·伍德沃德（Robert Burns Woodward）是开发复杂有机分子的全合成过程中的杰出人物，他的一些研究对象是胆固醇，可的松，硬脂精，麦角酸，利血平，叶绿素，秋水仙碱，维生素B12，和前列腺素F-2a。
文森特·迪维尼奥(Vincent du Vigneaud)因天然多肽催产素和血管加压素的完全合成而获得了1955年的诺贝尔化学奖，该文献在1954年被引用为“他对生物化学重要的硫化合物的研究，特别是首次合成多肽激素的研究”。
另一位有天赋的化学家是艾里亚斯·詹姆斯·科里(Elias James Corey)，他在1990年获得了诺贝尔化学奖，以其在全合成中的终生成就和逆合成分析的发展而获得。

## 概述
全合成其实就是有机合成的一个分支，其产生和发展都是服务于社会的需求；试图通过简单易得的原材料，通过化学反应，来获得某种有用的、结构复杂又难以用其他途径获得的化合物。全合成的原料通常是容易从自然界中取得的化学物质，如糖类、石油化工产品等；而目标分子通常是具有特定药效的天然产物，或在理论上有意义的分子。全合成的发展往往会影响到有机化学的实践和理论以及药物研究的发展，等等。全合成的发展有时也对社会倫理产生深遠影响（如避孕药的发明对性倫理的影响）。

## 分类
全合成根据工作的独立性可以分为“全合成(total synthesis)”、“半全合成(semi total synthesis)”、“表全合成(formal total synthesis)”三类。
- 全合成

技术含量最高的全合成（往往也是成本最高的）。从原料开始到最终产物的制备和反应路线全部都是由一个科研组独立设计完成的。
- 半全合成

从自然界提取得到关键中间体，然后通过后续的化学修饰完成的全合成称为半全合成。比如很多甾醇类激素都是用从薯蓣里提取的薯蓣皂甙做原料合成的。再比如工业化的紫杉醇生产也是通过半全合成得到的。
- 表全合成

又叫接力全合成（relayed total synthesis）。指反应路线有一部分是完全拷贝他人以及完成的工作而实现的全合成。比如伍德沃德的奎宁全合成也属于表全合成。因为他的合成到奎宁毒素就停止了；而从奎宁毒素到奎宁的转换在此之前已经被德国人拉贝实现。

## 今日概貌
当今全合成的意义，早已超过了以前为了验证生物活性或化学结构的目的，而已经成了试验和推广新化学反应，和展示合成有机化学的精妙之处的场地。全合成的发展常会激励新机理、新催化剂和新技术的诞生。全合成中综合了很多有机反应的技巧，需要化学家对有机反应的熟练运用及相当程度的智慧。
当代全合成工作看重方法的创新，具体讲又集中于新反应的开发和利用。一个方法上没有新意的全合成很难获得学术界的注意和认同。

## 重要事件
- 1821年，德国化学家弗里德里希·维勒合成尿素。有机合成的序幕开始拉开。
- 1902年，德国化学家威尔斯泰德合成托品酮，象征着多步骤有机合成的开始。
- 1903年，芬兰人古斯塔夫·康帕合成樟脑。第一个工业化的全合成例子。
- 1916年，英国人罗伯特·鲁宾逊超时代的提出并实施了仿生合成托品酮路线，标志着合成美学的萌芽，也是串联反应方法学的开端。
- 1944年，美国化学家伍德沃德合成奎宁，全合成概念产生。这也给众合成者打了一剂强心针，使人们克服了面对复杂天然产物的畏难心理。
- 1994年，日本化学家岸义人(Yoshito Kishi)合成海葵毒素，无与伦比地鼓舞了全世界的化学家，合成家们开始产生了“没有合成不出来的分子”的言论。
- 维生素B12全合成
- 紫杉醇全合成

## 人物
- 弗里德里希·維勒，有机化學之父
- 李比希，有机定量分析之父
- 伍德沃德
- 艾里亞斯·詹姆斯·科里，归纳并系统化了有机合成方法，提出逆合成分析理论。开创并倡导了计算机辅助合成设计，与人合作将计算机图形处理技术引入有机化学信息系统管理。后来导致了ChemDraw、Scifinder等的出现。
- 吉尔伯特·斯托克，合成界元老、教育家。
- 阿尔伯特·艾申莫瑟，有机化学大师。在合成理论和方法方面颇有建树。晚年研究生命的化学起源。

## 重要著作
- 第一本通过个案讲解全合成的书是1970年由印度化学家苏布拉满尼亚·兰迦南坦（Subramania Ranganathan，伍德沃德的大弟子之一，印度有机界长老级人物）著的《全合成的艺术》（Art of Total Synthesis）； 1988年出版第二版。
- 1973年伍德沃德的另一个博士后研究生，剑桥大学的伊安·弗莱明（Ian Fleming）采用相似的风格写了《全合成精选》（Selected Organic Syntheses）一书。
- 1996年斯克里普斯研究所（Scripps）的科·西·尼古劳出版了一本《全合成中的经典》（Classics in Total Synthesis），收录了1950年代到1990年代40年中的经典合成。
- 2003年尼古劳又出版了续集《全合成中的经典Ⅱ》。第二本书与第一本相比，大篇幅地收录了著者自己的工作。

这些著作集中了很多重要反应，方便了他人的学习。对合成科学的教育起到了很大的作用。